# دولگورگاوین اوتگونجارگال
دولگورگاوین اوتگونجارگال (به مغولی: Долгоржавын Отгонжаргал،  متولد ۲ اکتبر ۲۰۰۱) یک کشتی‌گیر آزادکار کشور مغولستان است. وی سابقه حضور در المپیک ۲۰۲۴ پاریس را دارد.  
از افتخارات وی می‌توان به کسب دو مدال نقره مسابقات قهرمانی کشتی جهان ۲۰۲۲ و مسابقات قهرمانی کشتی جهان ۲۰۲۳ و مدال برنز مسابقات قهرمانی کشتی جهان ۲۰۲۱ اشاره کرد.